# 普列文車站
普列文車站是保加利亞普列文的主要鐵路車站。最初的車站1899年11月8日開通運營，現今的車站於1931年投入使用。